# Черняхівка (Ніжинський район)
Черняхі́вка — село в Україні, у Вертіївській сільській громаді Ніжинського району Чернігівської області. Населення становить 500 осіб. 

## Географія
Село Черняхівка розташована на берегах невеликої річки Гнилиця що є притокою річки Остер. Село Лісове (раніше хутір) розташоване за 7 км від центру села.

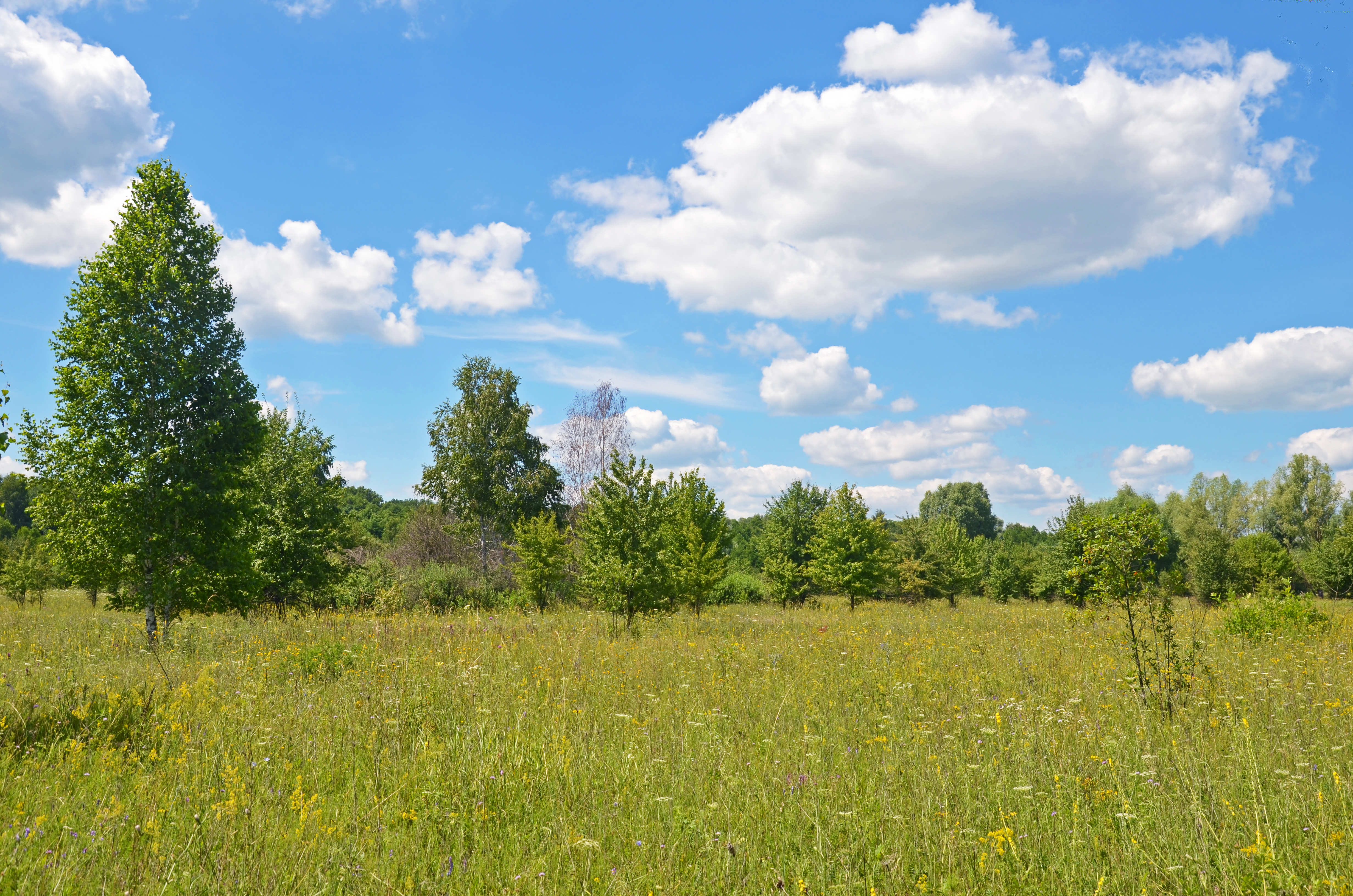
Луки (ботанічний заказник)

За 6 км від центру села проходить державна дорога з твердим покриттям КИЇВ - МОСКВА.
До районного центру Ніжина 12 км. Село Черняхівка розташоване на північній схід від міста Ніжина. Найближча залізнична станція Крути - 8 км на залізниці МОСКВА-КИЇВ. Поблизу села лісові масиви „Луки” та „Гадилове”, а також хвойні ліси.

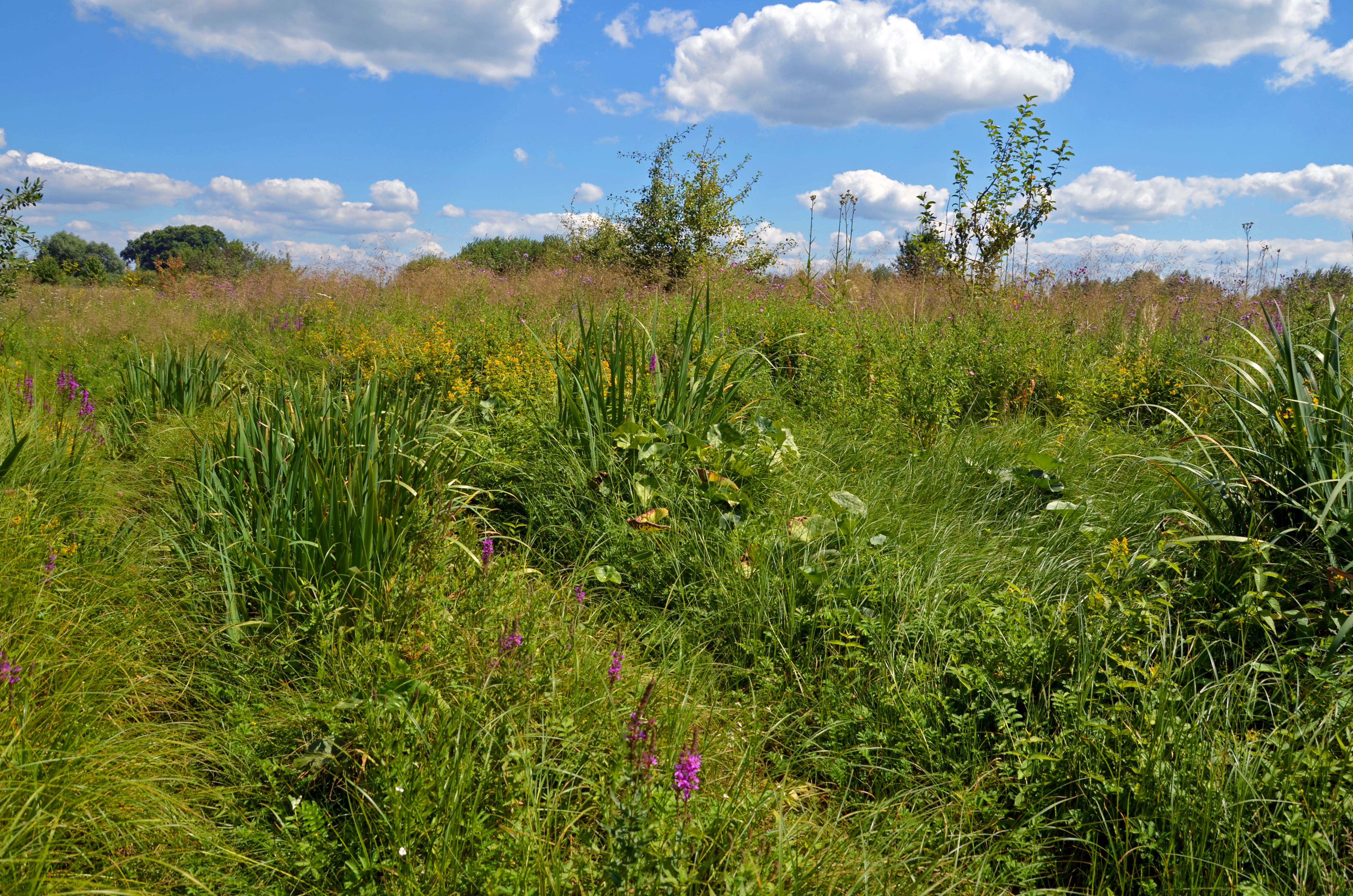
Заказник гідрологічний Черняхівський

Неподалік села знаходяться заказник гідрологічний Черняхівський та заказник ботанічний Луки.

## Історія
Село Черняхівка засноване осадниками Речі Посполитої. 
1654-1781 у складі Першої полкової сотні Ніжинського полку. 1695 гетьман України Іван Мазепа передав село у власність полковому судді Дмитру Максимовичу, котрий зберіг вірність Україні та королю Швеції в роки московської навали 1708 року. 
Після того, як Максимович потрапив у московський полон, Гетьман Іван Скоропадський передав село Черняхівку своєму брату - Василю, полковому обозному Чернігівського полку, а потім - Ніжинському Благовіщенському монастирю. 
В історичних документах свідчиться: ”По генеральной описи Малороссии 60 г. XVIII ст. в.фельдмаршала Румянцева в селе Черняховка имелась церьков св. Троицы. Казённых дворов – 40 . крестьянских – 39 принадлежало Нижинскому Благовещенскому монастырю. Которому было подарено в 1716 году гетьманом И. Скоропадским. ( А. Лазаревський Обозрение Румянцевской описи Малороссии) год издания 1867 стр. 193). 
1823 у селі була побудована дерев’яна Троїцька церква. Розміщувалась вона в центрі села на подвір’ї теперішньої школи, обгороджена забором на цегляних стовпах. Навпроти неї (через дорогу) був збудований житловий будинок для священника. Саме приміщення церкви було зруйноване комуністами 1939 р. Школу будували на цьому місці, було зведені стіни, покрили і надалі будівництво припинилося (сталіністи втекли із села). 1945 будівництво розпочалося знову, і 1950 закінчено.  
У 1869 село налічувало 159 дворів, населення 1319 осіб (639-чоловіків та 680-жінок).
У селі відкрита середня школа. Пізніше в міру розвитку суспільства, роки холодної війни виникала необхідність побудови шпиталю, що і було зроблено під виглядом побудови нового приміщення школи. Старе приміщення було віддане під дитячий садок і в один прекрасний день під час його побілки була натоплені груби а від них вночі виникла пожежа. Приміщення згоріло (коли відкрилась перша школа в селі я скажу пізніше).
Будинок батюшки ще довго служив на користь громади села (1916 батюшка відкрив в селі цегельний завод. Те місце і зараз зветься цегельня). А вже в 1970 році колгосп побудував новий, повістю механізований завод, продуктивністю 1 мільйон штук цегли за сезон. В роки перебудови його існування закінчилось. 
У дореволюційний час село було невеликим, бо значна селян жили на хуторах, розкиданих навколо села. Найбільшими хуторами були: Комашинський, Морозовий, Гудиловий, Лісовий, Іваненків, Нещеретів котрі налічували по 3-5 дворів.
Частина хуторів була заселена в село Черняхівку а з лісових хуторів був створений хутір Лісовий (пізніше перейменований в село Лісове).
За переказами, жителі села було казенними селянами, що працювали на землях монастиря. 
Число дворів в різних роки:
```
1767-74
1785-94
1854-150
1873-244
1877-260
```

(А. Русов ”Неженский уезд-статистическое-экономическое описание. Год изд.1880 ст.18) 
У 1774 році цариця Єлизавета Петрівна подорожувала Україною, з нею їхала велика свита, а заздалегідь, попереду цієї кавакальди, виїхали фуражири, пивовари та інші заготовачі продукції для подорожуючих. Село Черняхівка лежало на шляху з міста Бахмач на Ніжин. Пивовари з Петербургу зупинились тут, щоб приготувати своєчасно пиво для подорожуючих до Києва.
Від пивоварів Черняхівці запозичили рецепт виготовлення царського пива і самі почали його варити. Користувалося це пиво великою популярністю і з Черняхівки розходилось у великій кількості всією Україною, а за своєю якістю воно не поступалося ні калужському, ні московському, як згадує історик А. Шафонський та інші.
Про ці події залишилось назва поля „Хмельове”. В селі поміщики не проживали, але частина земель належала поміщику Глібову, що жив у сусідньому селі Переяславка. Частину земель поміщика обробляли селяни, а частину продав невеликими ділянками, або як тоді називали „відруби”, більш заможним селянам, що виходили з общини після реформи Столипіна 1906-1911. Сам Глібов був у Державній думі і прекрасно знав, що землі відберуть.
Станом на 1878 рік селянська земля ділилась на 1301 часток, загальною площею 1107 десятин. Поміщицькі землі ділились на 2 середніх володіння та декілька менших загальною площею 1531 десятина.
У 1873-1874 рр. число дворів у селі Черняховка було 260, населення 1431 осіб (чоловіків-712, жінок-719). (А. Русов «Нежинский уезд статистического описания. Год издания 1880 стр. 39.) 
Найкращі землі належали козацькій старшині: Ковалевським, Рудковському, Тарасенку, Нещерету, Кошелєву, Іваненку та ін. Вирощували полуницю.
Основним заняттям селян було сільське господарство. Більшість працювали на ланах поміщика Глібова та дворянських землях. 
Частина селян фурманувала і возила ліс до залізничних станцій з місцевих лісів та пристаней Десни. Багато земель було зайнято болотами та пустуючими пісками. Були відробітки, грошові і натуральні оброки.
Крім селянських господарств у 1879-1880 рр. в селі Черняхівка було 2 запасних магазини, 2 лавки, 3 шинки, 16 вітряних млинів, 2 кузні.
У селі Черняхівка в 1874 р була відкрита 3-х класна земська школа де навчалось 63 учні 57 хлопців та 6 дівчат, навчав 1 учитель. В 1915 р в школі було 3 групи, в яких навчалось 107 учнів: 71 хлопець та 36 дівчат. 
З Маслобійки (А. Русов ”Неженский уезд-статистической описание год.изд.1880 стр.348) 

### Комуністична неволя 1920-1991
1933 селян загнали у колгосп ім. Шевченка, а 1934 - колгосп ім. Петровського в селі Лісове. Тоді ж комуністи почали терор голодом, яким убивали переважно старих та дітей. 
Організаторами - початківцями колгоспного руху були: Москаленко Лаврентій Антонович, Дзюба Афанасій Максимович, Ярмак Терентій Зотович, Зеленський Микола Іванович, Ларин Дмитро Митрофанович, Зеленський Михайло Степанович, Ковтун Кузьма Якович, та багато інших.
19 березня 1933 в селі побував голова ВУЦВК Г. І. Петровський, який "не побачив" голоду.
Початок Німецько-радянської війни для Черняхівки почався битвою двох літаків над селом, внаслідок якого сталінський літак був збитий і упав в урочищі Хурлетове. До літака довгий час неможливо було підійти, так як там було багато патронів і вони весь час вибухали. Літак і пілот згоріли, встановити особу пілота не вдалося. За два дні після цієї події в село увійшли німці. Боїв ніяких не було.

#### Німецька окупація 1941-43 рр.
В приміщенні школи розмістилось гестапо, у приміщенні, де мешкав церковний батюшка розмістилась комендатура. Старостою села в основному працював Максим Назорів, в охороні правопорядку відомі антикомуністи: Нещерет Василь Опанасович, Нещерет Микола Михайлович, Нещерет Олександр Максимович, а також недовгий час працював і Нещерет Феодосій. 
За період війни до Німеччини на роботу виїхала 21 людина.
Великий бій за село пройшов у вересні 1943, загинуло 84 солдата радянської армії. В пам'ять про загиблих односельчан споруджено обеліск. Загиблі також покояться в двох братських могилах, одна знаходиться в центрі села, а друга на Борзенському шляху. На братських могилах встановлені обеліски. 216 односельчан нагороджено радянськими нагородами. 7 чоловік нагороджено медаллю „ За доблесну працю в роки війни”. В селі Лісове знаходиться могила невідомого солдата.

#### Післявоєнний стан
1950 р. відкрилась стаціонарна лікарня з пологовим відділенням. Фельдшерський пункт розміщався в Шульжиній хаті, а з відкриттям стаціонара зайняли хату Ярмак Тимофія, котру ще добудували. В знак розширення та благоустрою лікарню переводять в дит садок, а в садок в свою чергу в старе приміщення школи. 
Прийшли роки перебудови, лікарню закрили, а медичний пункт діє в одній кімнаті цього ж будинку. У післявоєнний час в селі відкрилася ветеринарна лікарня, котра діє по даний час. В 1930 р в селі було 407 дворів, 2 857 осіб населення. 84 господарства, рахували бідняцькими, 364 середняцьких, 19 куркульських. Землі було в цих господарствах 1544,78 га, волів 46 пар, коней 350 штук, 5 сівалок, 4 молотарки, 1 трактор, 367 плугів, 367 борін. 
В 1967 р в селі було коней 129 гол., рогатого скоту 635 гол., овець 561 гол., свиней 641 гол., кіз 7 гол.. 
Для діяльності школи було побудовано нове приміщення з 2-х запасних магазинів. Навчало цих дітей 2 вчителі. В 1933 р в селі відкрита 7-ми річна школа. Гарматні обстріли сталіністів призвели до того, що приміщення школи було спалено. І навчальні класи прийшлось розміщати по хатах. Це були хати Шульжини, Дзюбенко, Мартинчики. В 1951 р відкрилась 8-ми річна школа. І так поступово 10-ти річка. В 1978 р збудоване нове приміщення школи на 450 місць. У 2004-2005 рр. в школі навчалось 113 учнів, котрих навчало 21 учитель. Школа будувалась під військовий шпиталь, і одночасно було збудовано баню. 
В після воєнні роки було 2 клуби, один колгоспу ім. Шевченка розміщався в Драгуновій хаті, другий колгоспу „Червоний жовтень” в приміщенні церковного батюшки. 
Дитячих садків було 2 тоді вони звались „яслами”. 
Особливих наслідків не залишив за собою 1932-1933 рр. А в 1947 р прокотився селом „голодомор”, але спасла Західна Україна, куди виїздили по хліб. Значну допомогу люди отримали від старих кагатів картоплі 1943 р. Картопля була закагатована в полі, кагати, вони зогнили (це було під час війни) і тому залишився крохмаль, його і добували. Колгосп „Червоний жовтень” розміщався при в’їзді в село з села Березанка.
Колгосп мав 3 приміщення для зберігання зерна, приміщення для худоби, кузня, погріб колодця та інші приміщення. 
Територія колгоспу було обсаджена садом. Так як колгосп та інші близькі колгоспи займались вирощуванням огірків і їх доставка до Ніжинсько засол заводу була громіздка робота, то завод взяв варену землі рядом з колгоспом і побудував філію свого заводу.
Завод займався прийомом огірків, засолюванням та зберіганням, для чого був побудований льодяник. Після укріплення колгоспу завод хотів купити землю, але колгосп не дав згоди і філія закрилась. Був період коли колгосп за завданням партії займався вирощуванням КОКСОЗИЗУ, що йшов на виготовлення каучуку (щось на вигляд молочаю). У 1930 р. був організований колгосп ім. Шевченка, розміщався він з іншого боку села на виїзді до с. Лісове. В селі Лісове назвали колгосп ім.. Петровського. 25 жовтня 1950 р всі ці 3 колгоспи були об’єднані в один колгосп Куйбишева. Було зроблено 3 бригади. Територія колгоспу „Червоний жовтень” була бригадою №1,територія колгоспу „Шевченко” бригадою №2, в с. Лісове бригада №3. В період колективізації була спроба створити ще один колгосп ім.. Косіора, та його не створили це територія села „Вигон”, була бригадою 1 і передана колгоспу „Червоний жовтень”. Головою об’єднаного колгоспу був Суходськи К. І. 
В лютому місяці 1959 р. колгосп очолив Бородай М.В., до цього працював обліковцем в Вертійовський МТС конторах, займався обробітком землі в колгоспах,пахота, посів, обмолот зернових молотаками. Бородай М.В. працював головою колгоспу протягом 20-ти років. 
Колгосп став обширним, він мав 2 800 га піхотних земель, 1 200 га ліси та пасовища. Господарство стало налічувати 2 800 гол. великої рогатої худоби. В тому числі 240 корів. 
Продажа м’яса становили 300т, молока 500 т, цукрових буряків 2 800 т. План збору зерна повинен становити 1 200 т, з яких 680 т зерна колгосп мав продати державі. 
Колгосп мав 27 тракторів, всіх модифікацій, 30 автомашин. Колгосп перейшов на грошову оплату праці і почалась розбудова як колгоспу так і садиб колгоспників. Основним постачальником лісу була Костромська обл. Росії, де колгосп закуповував і потім доставляв в село по ж.д в ліс. 
У користуванні колгоспників з’явились автомашини: Волга, москвич, мотоцикли К750, ІЖ56. В 1965 р розпочато і в 1967 р закінчено будівництво будинку культури на 350 місць. 

### Доба незалежності
В селі в 1990-х роках встановлено пам’ятний знак Т.Г. Шевченку. Це пов’язане з тим, що коли проходило перепоховання тіла Шевченка то в церкві села правилась панахида над тілом Шевченка, коли його прах перевозили з Петербурга в Канів. 
В 1993 р. колгосп перейменовано в КСП „Промінь”, а в 2000 р. КСП „Промінь” в СВК „Промінь”. В 1995 р. проведено розпаювання землі, а в 2001 р. розпаювання майна колгоспу. Вартість майна пайового фонду підприємства становила 2292420 грн. 12 березня 2004 р. СВК „Промінь” оголосило самоліквідацію. Майнові паї роздано населенню.
В 1985 році чисельність господарств становила:
Село Черняхівка 405 дворів, Лісове 86 
чисельність населення: 
Черняхівка 942 чол. Лісове 186 чоловік.
У 2005 році чисельність господарства становила:
Черняхівка 327дворів. Лісове 72.
Чисельність населення становила:
Черняхівка 703чол. Лісове 144чол.
У 2007 році населення:
Черняхівка 693чол. Лісове 135чол.
Протягом 2001-2004 рр. В селі Черняхівка народилося 12 дітей, померло 91чоловік.
За цей період в селі Лісове народилось 2 дітей, померло 17 чоловік.
Протягом 2006 року 
Народилось в с. Черняхівка 4 дітей, померло 29, в с. Лісове народилось 0 дітей, померло 2.
В с. Черняхівка працює 0 год., магазин є три приватних підприємців, працює торговельний майданчик. У 2007 році в школі навчалось 93 учні, працює 20 вчителів.
В селі 88 телефонів, радіо відсутнє.
На території сільської ради розташований державний заказник місцевого значення-болото „Черняхівське”, або просто „Острів”. Історико–архітектура пам’ятники: поселення „Кошари” біля річки Гнилиця. 
В селі діє дві релігійні громади:
Свято-Троїцька парафія Ніжинської єпархії Української Православної Церкви (Московський патріархат).
Релігійна громада церкви Християн Віри Євангельської п’ятидесятників.
12 червня 2020 року, відповідно до розпорядження Кабінету Міністрів України № 730-р «Про визначення адміністративних центрів та затвердження територій територіальних громад Чернігівської області», увійшло до складу Вертіївської сільської громади.
19 липня 2020 року, в результаті адміністративно-територіальної реформи, увійшло до складу новоутвореного Ніжинського району.

## Видатні земляки
В'ялий Микола Петрович 1948 року народження санітарний лікар, Заступник начальника головного Управління охорони здоров'я. Київського Управління охорони. Заслужений відмінник України охорони здоров'я.
Кулініч Микола Петрович лікар вищої категорії нагороджений в 1970 році медаллю «ЗА ДОБЛЕСНИЙ ТРУД», 1981 році орден «ДРУЖБИ НАРОДІВ», 1986 році орден «ОКТЯРСЬКОЙ РЕВОЛЮЦІЇ».

## Галерея

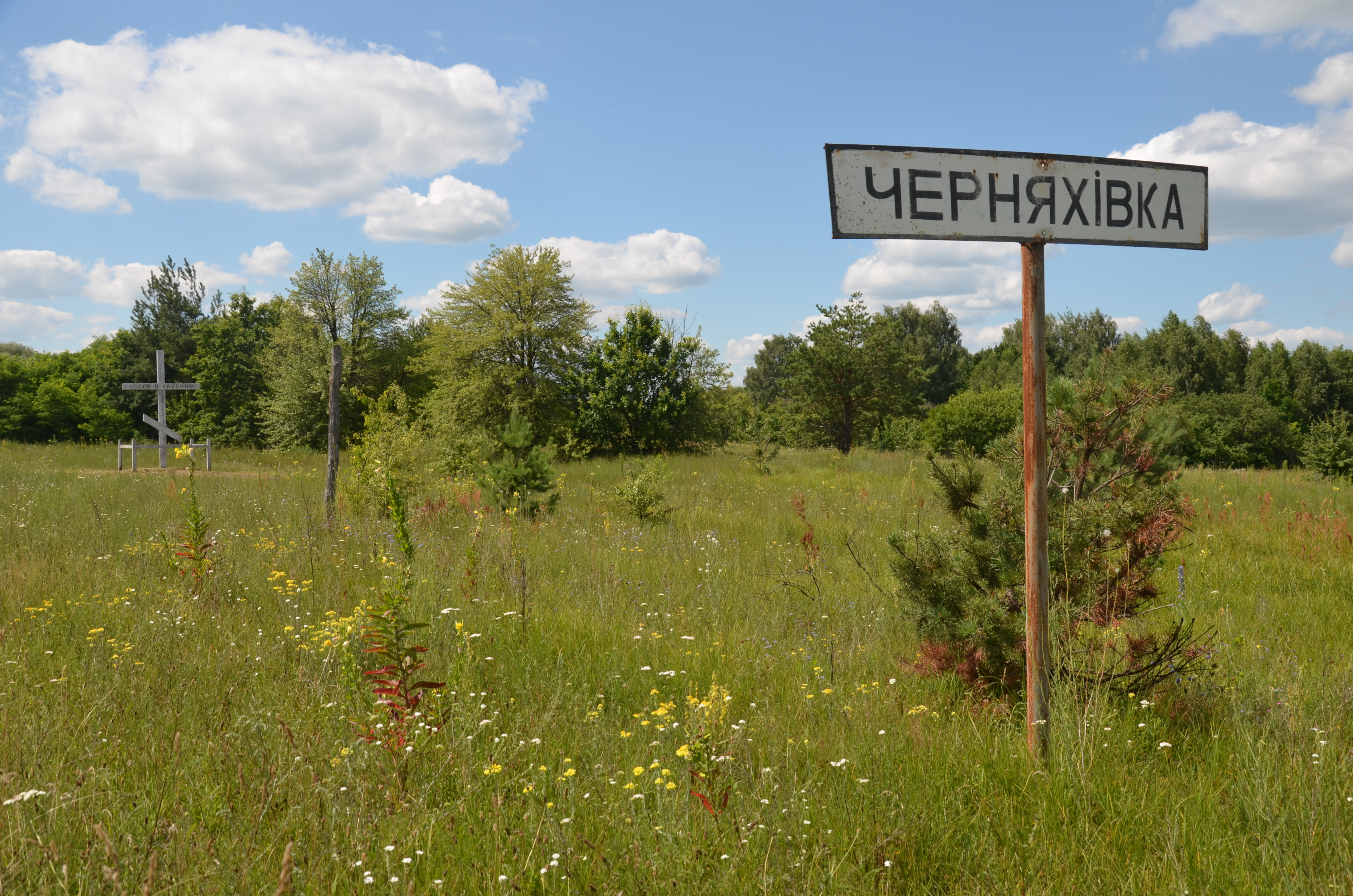
Знак на в'їзді в село
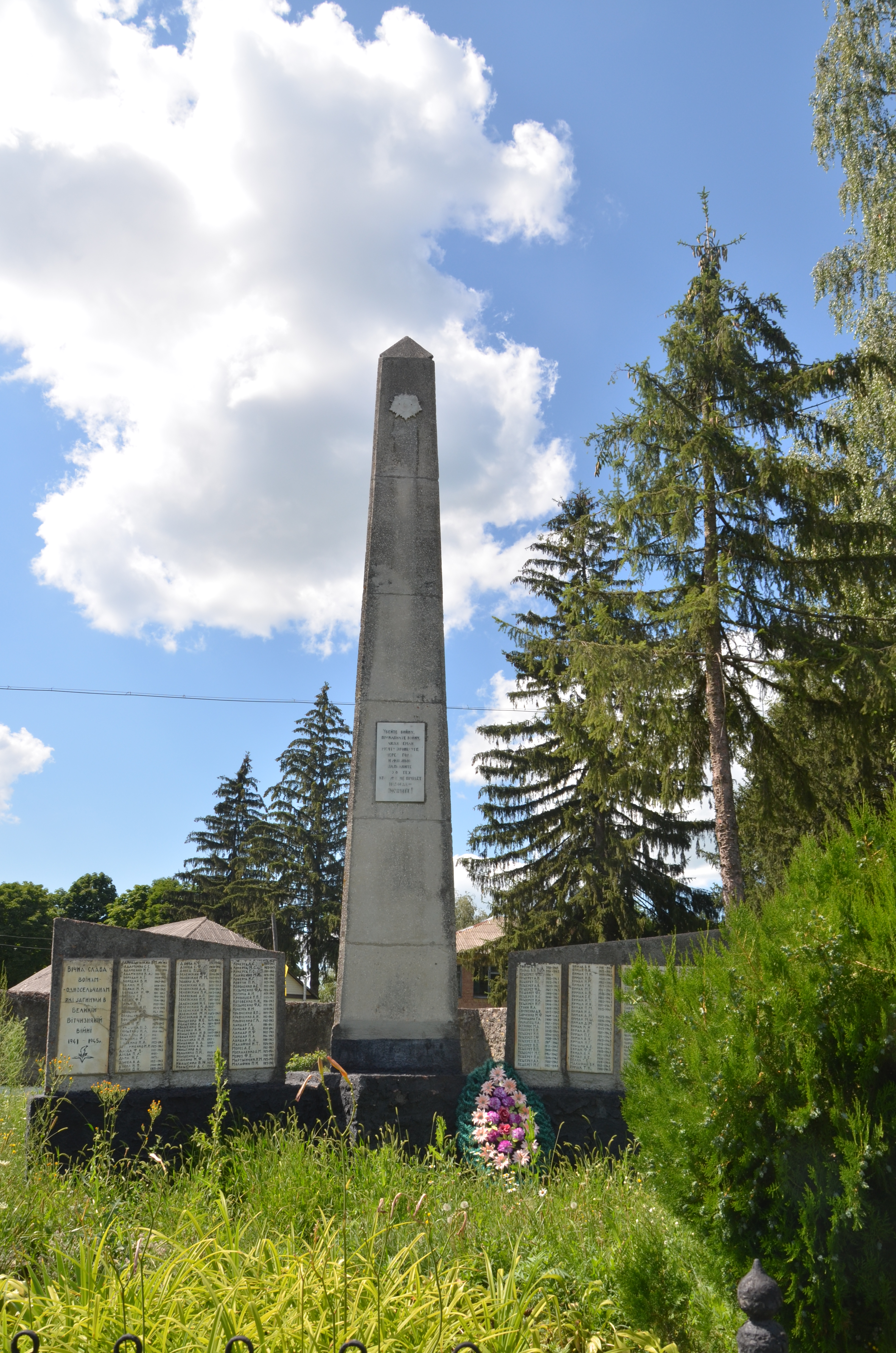
Пам’ятний знак 408 воїнам-односельчанам, які загинули в роки Другої світової війни 1941-1945рр.
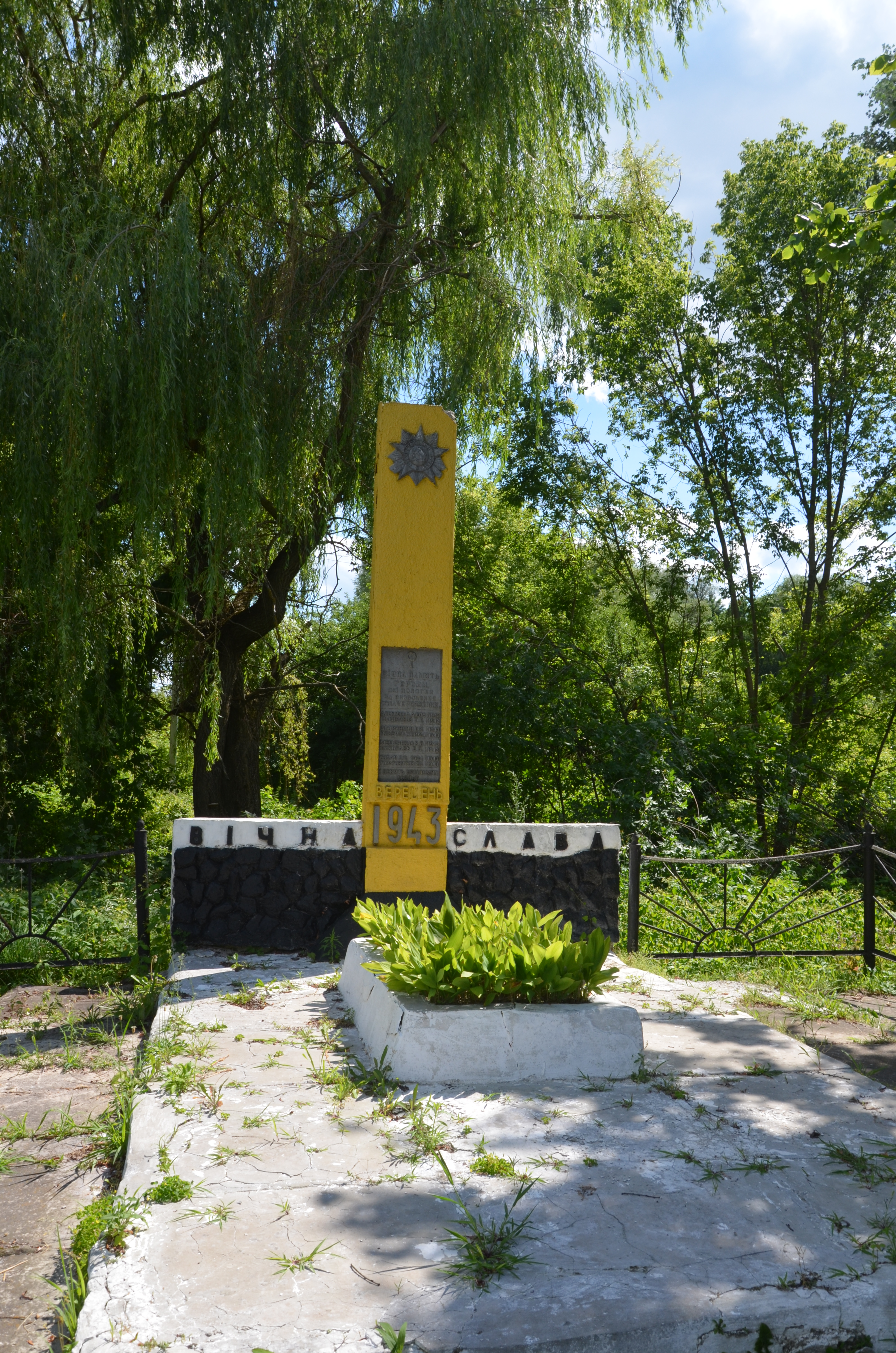
Братська могила радянських воїнів, які загинули при реокупації села у вересні 1943р.
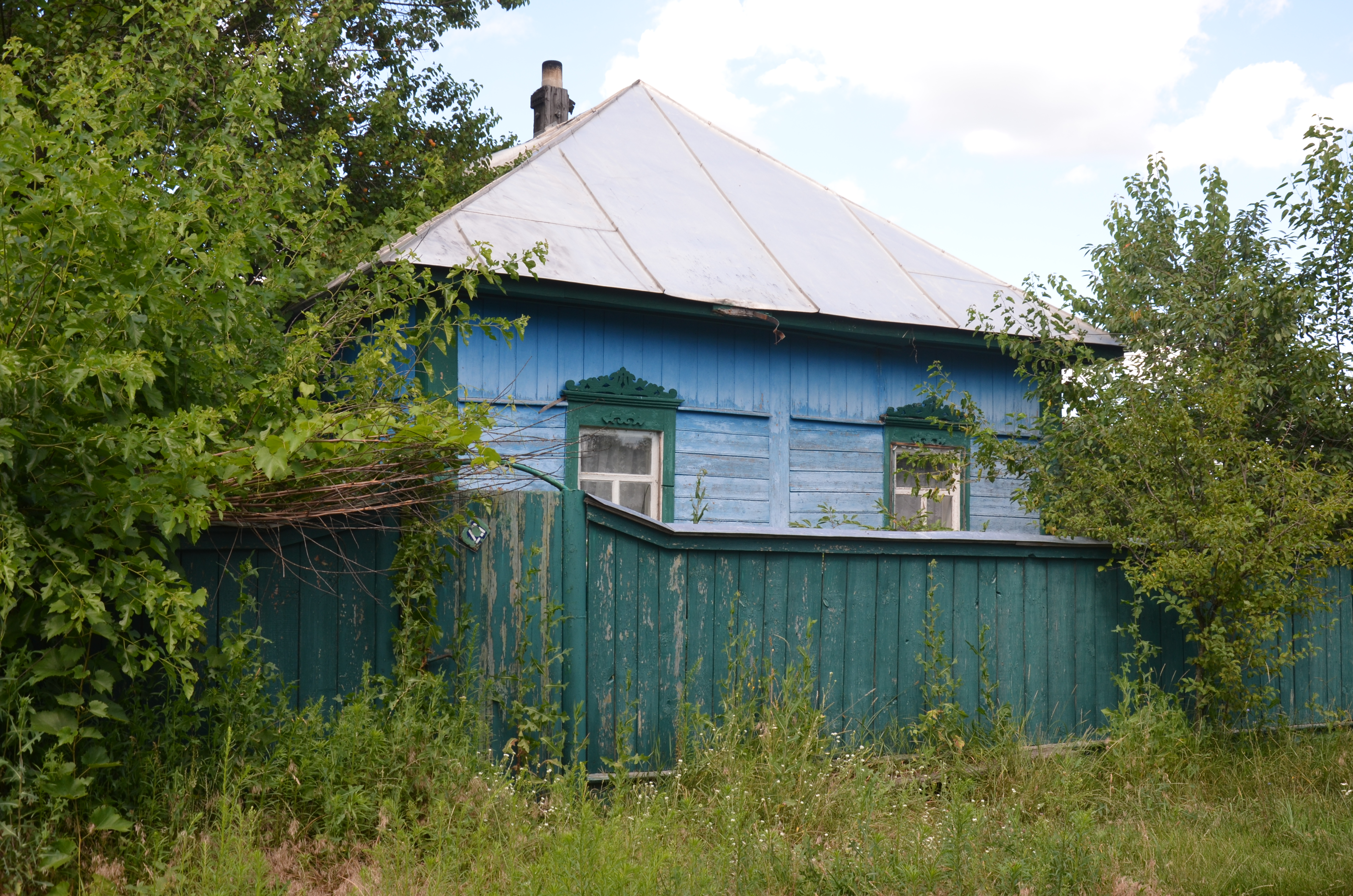
Стара хата, яких багато в селі
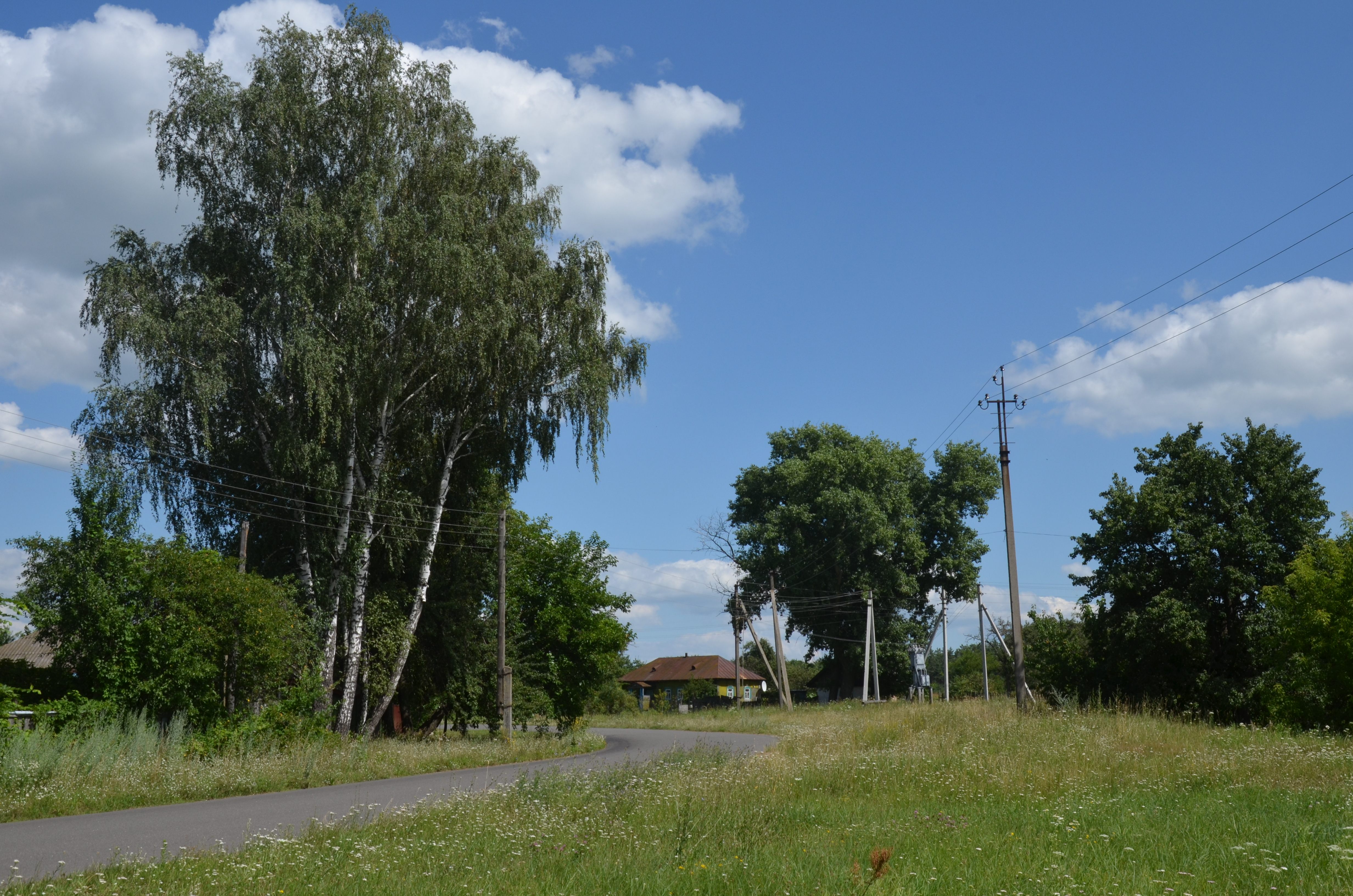
Сільська вулиця
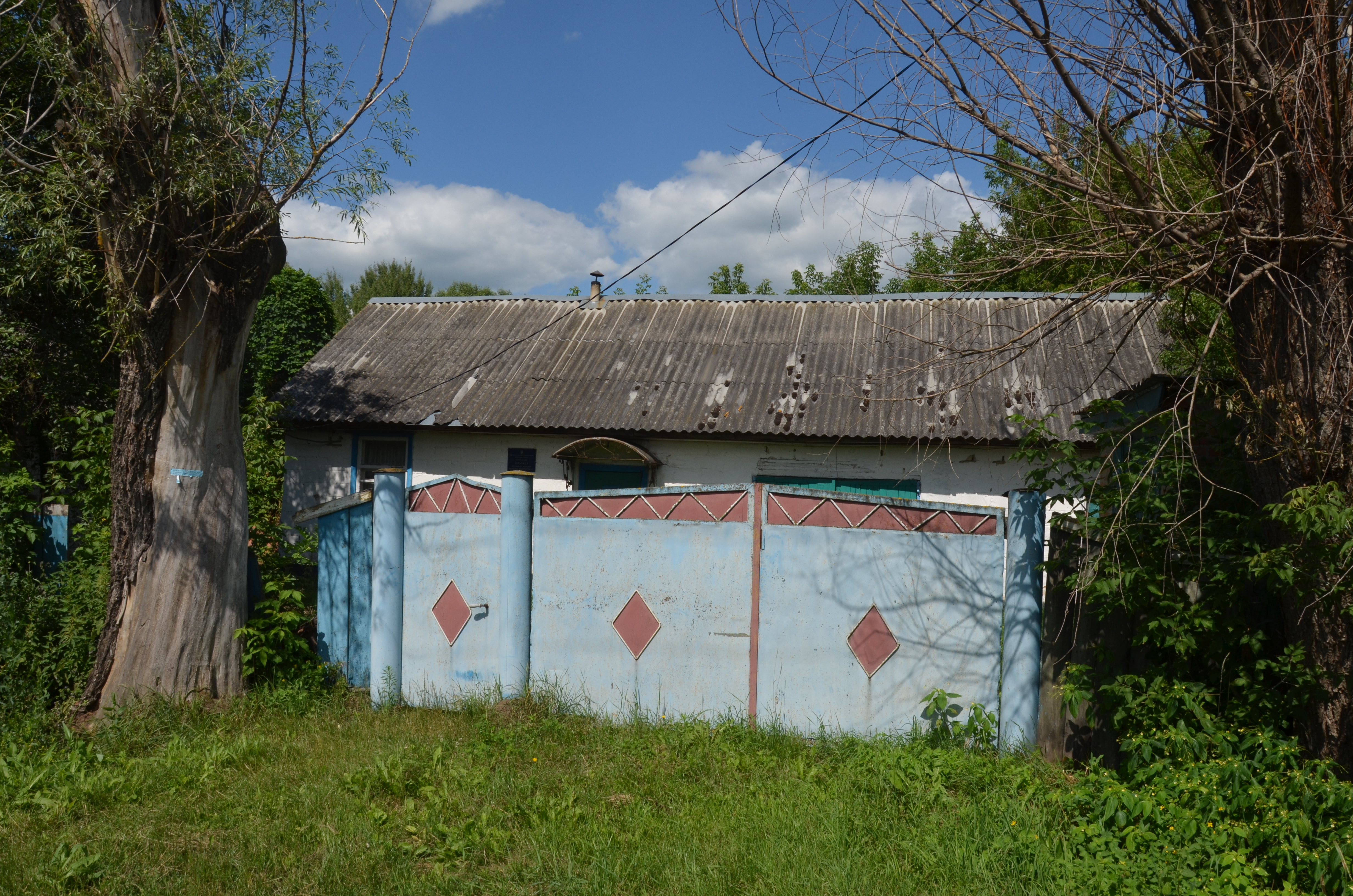
Дільниця ветеринарної медицини
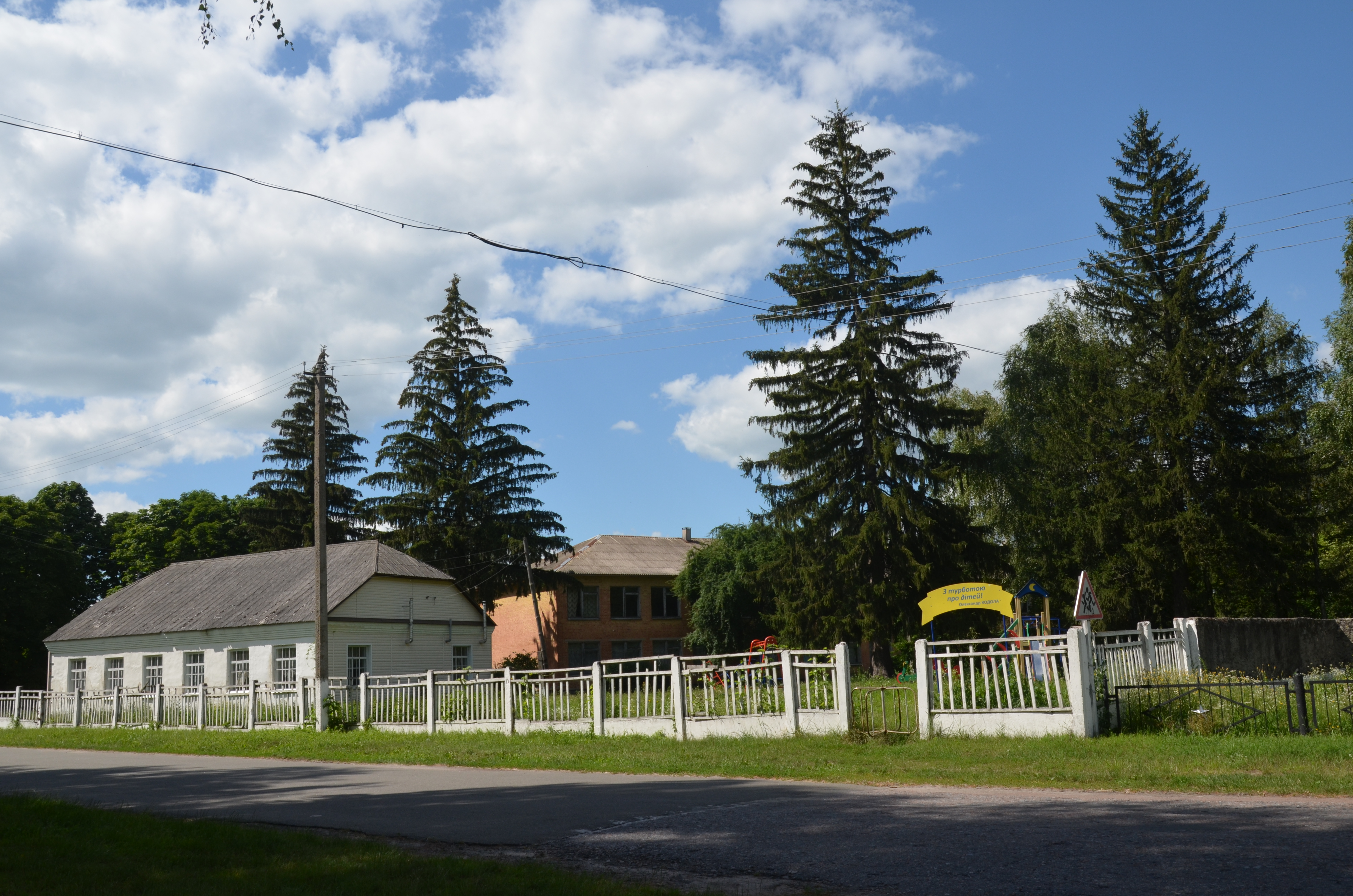
Школа села Черняхівка
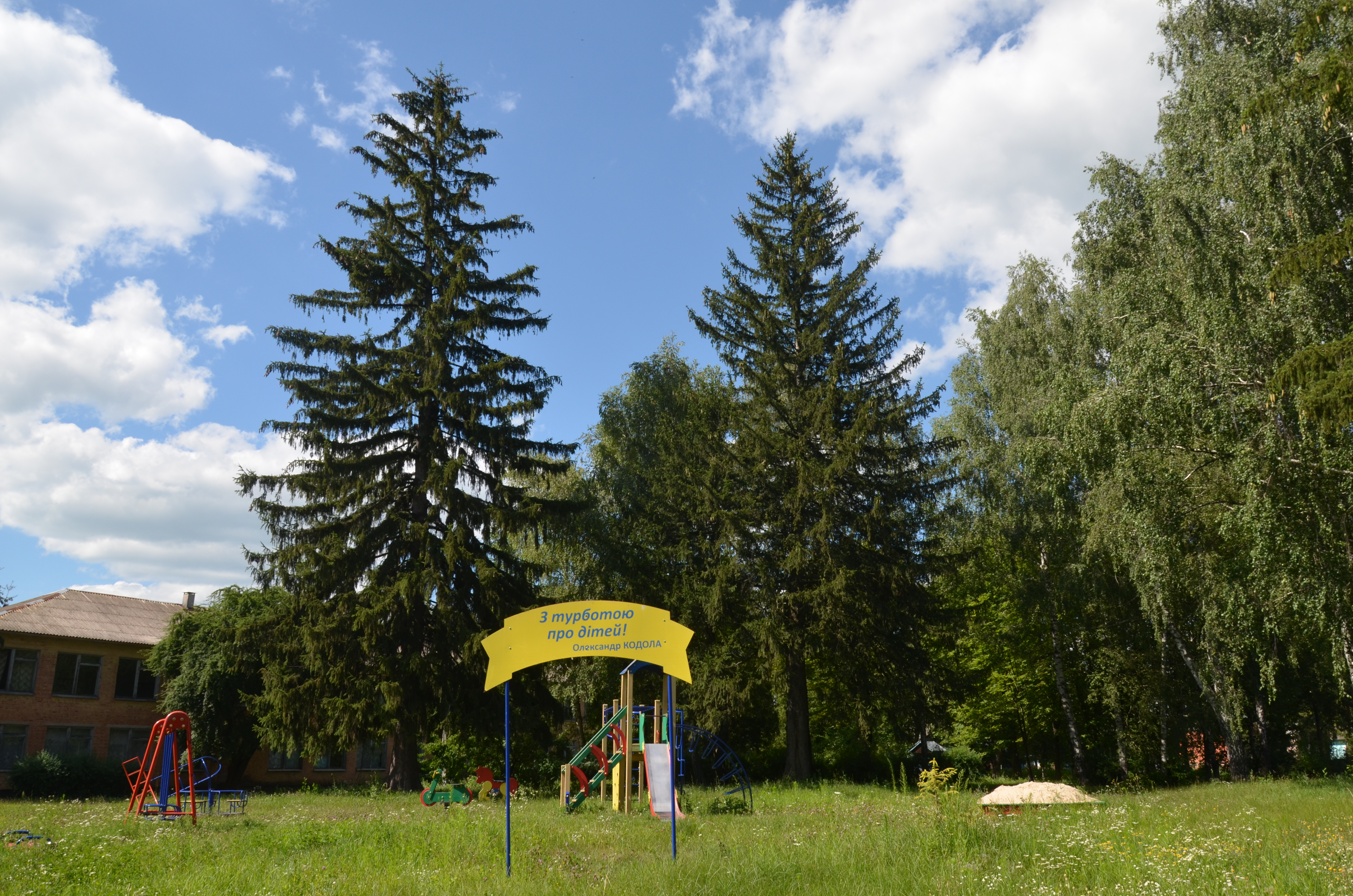
Місце, де стояла церква
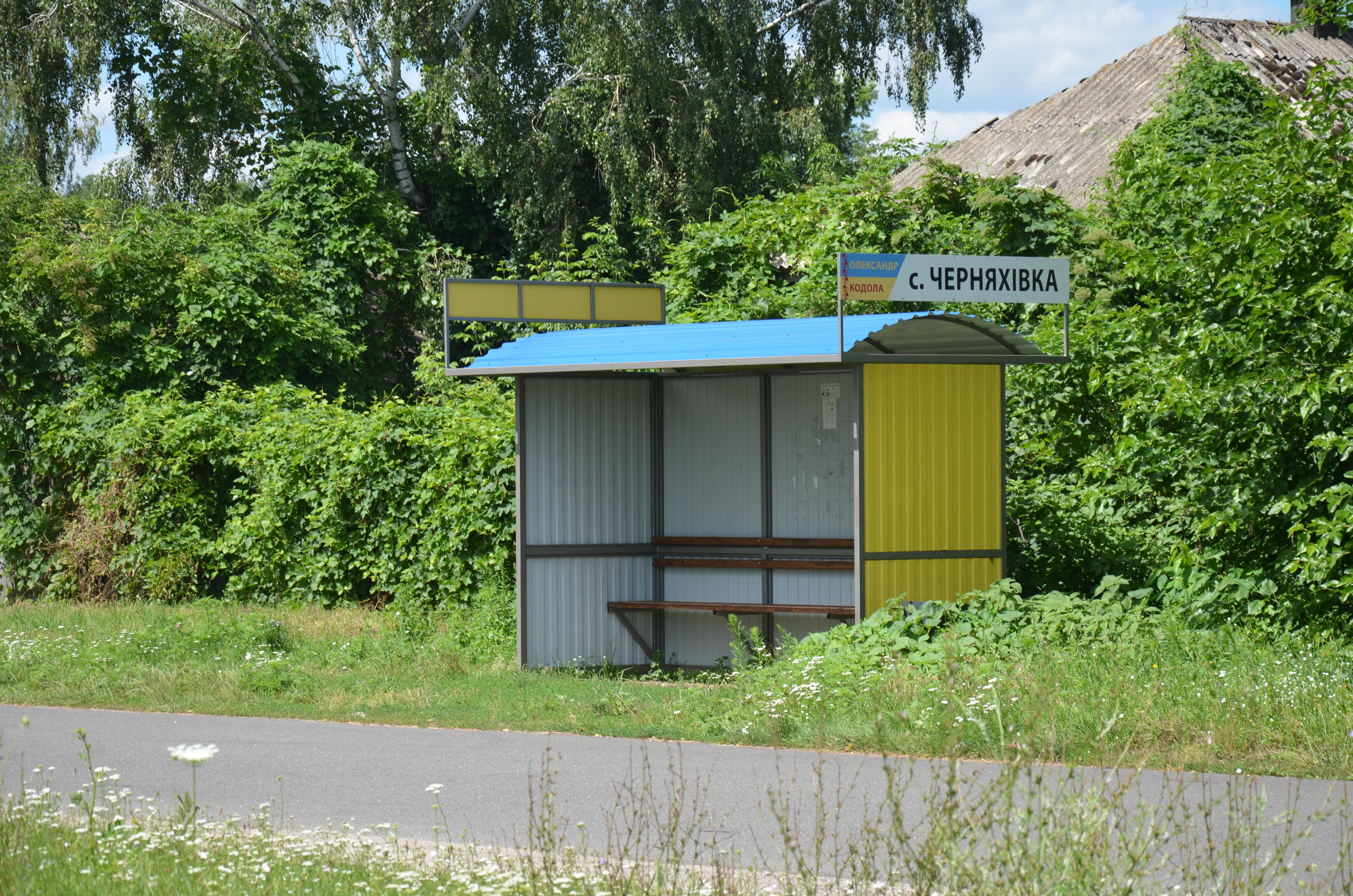
Зупинка, яких у селі декілька
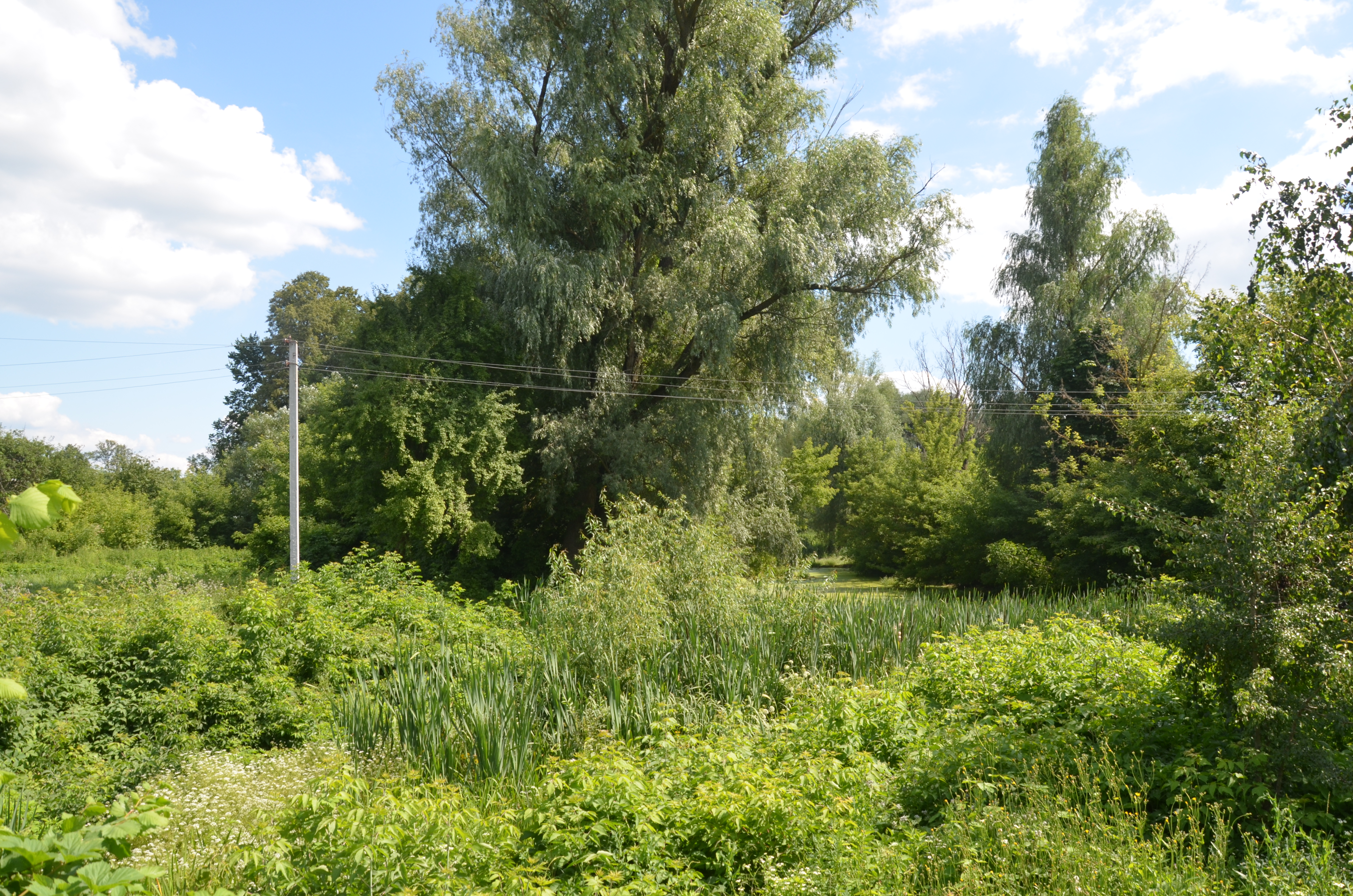
Річка Гнилиця у селі що є притокою річки Остер
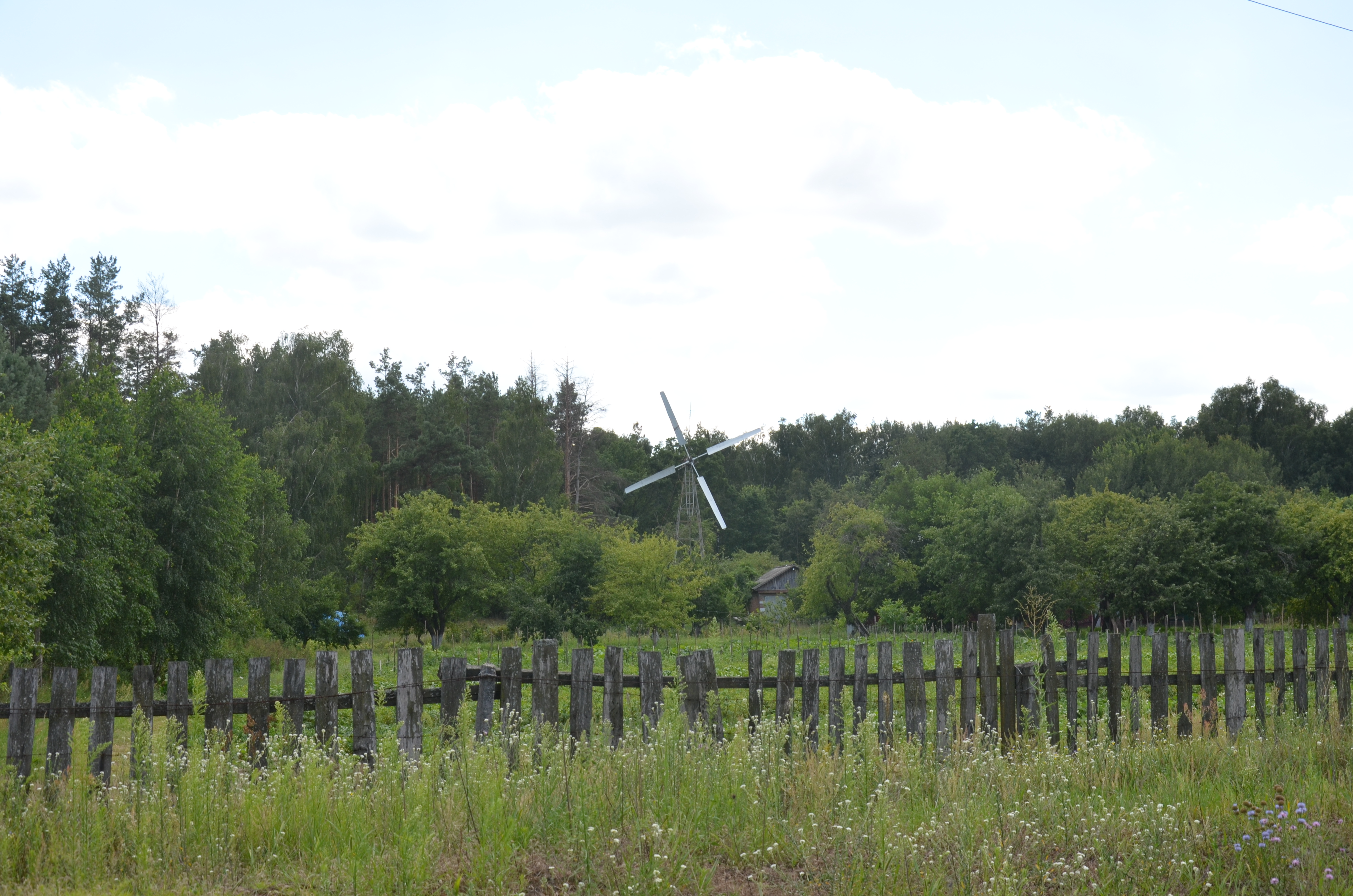
Вітрова електростанція